# Psyrana
Psyrana is een geslacht van rechtvleugeligen uit de familie sabelsprinkhanen (Tettigoniidae). De wetenschappelijke naam van dit geslacht is voor het eerst geldig gepubliceerd in 1940 door Uvarov.

## Soorten
Het geslacht Psyrana omvat de volgende soorten:
- Psyrana amaiensis Ichikawa, 2001
- Psyrana borneensis Brunner von Wattenwyl, 1878
- Psyrana brunneri Karny, 1920
- Psyrana celebica Karny, 1931
- Psyrana ceylonica Brunner von Wattenwyl, 1891
- Psyrana heptagona Liu, 2011
- Psyrana japonica Shiraki, 1930
- Psyrana longelaminata Brunner von Wattenwyl, 1891
- Psyrana longestylata Brunner von Wattenwyl, 1891
- Psyrana magna Liu, 2011
- Psyrana marginata Fritze, 1908
- Psyrana melanonota Stål, 1876
- Psyrana obliterata Karny, 1923
- Psyrana peraka Karny, 1923
- Psyrana pomona Kirby, 1900
- Psyrana ponceleti Willemse, 1953
- Psyrana punctulata Karny, 1923
- Psyrana ryukyuensis Ichikawa, 2001
- Psyrana solomonensis Willemse, 1953
- Psyrana sondaica Carl, 1921
- Psyrana tigrina Brunner von Wattenwyl, 1878
- Psyrana unicolor Brunner von Wattenwyl, 1878
- Psyrana unimaculata Willemse, 1933
- Psyrana yaeyamaensis Ichikawa, 2001